# Россо, Дзаноби дель
Дзаноби Филиппо дель Россо (итал. Zanobi Filippo del Rosso (Rossi), 16 декабря 1724, Флоренция — 28 января 1798, Флоренция) — итальянский архитектор флорентийской школы.

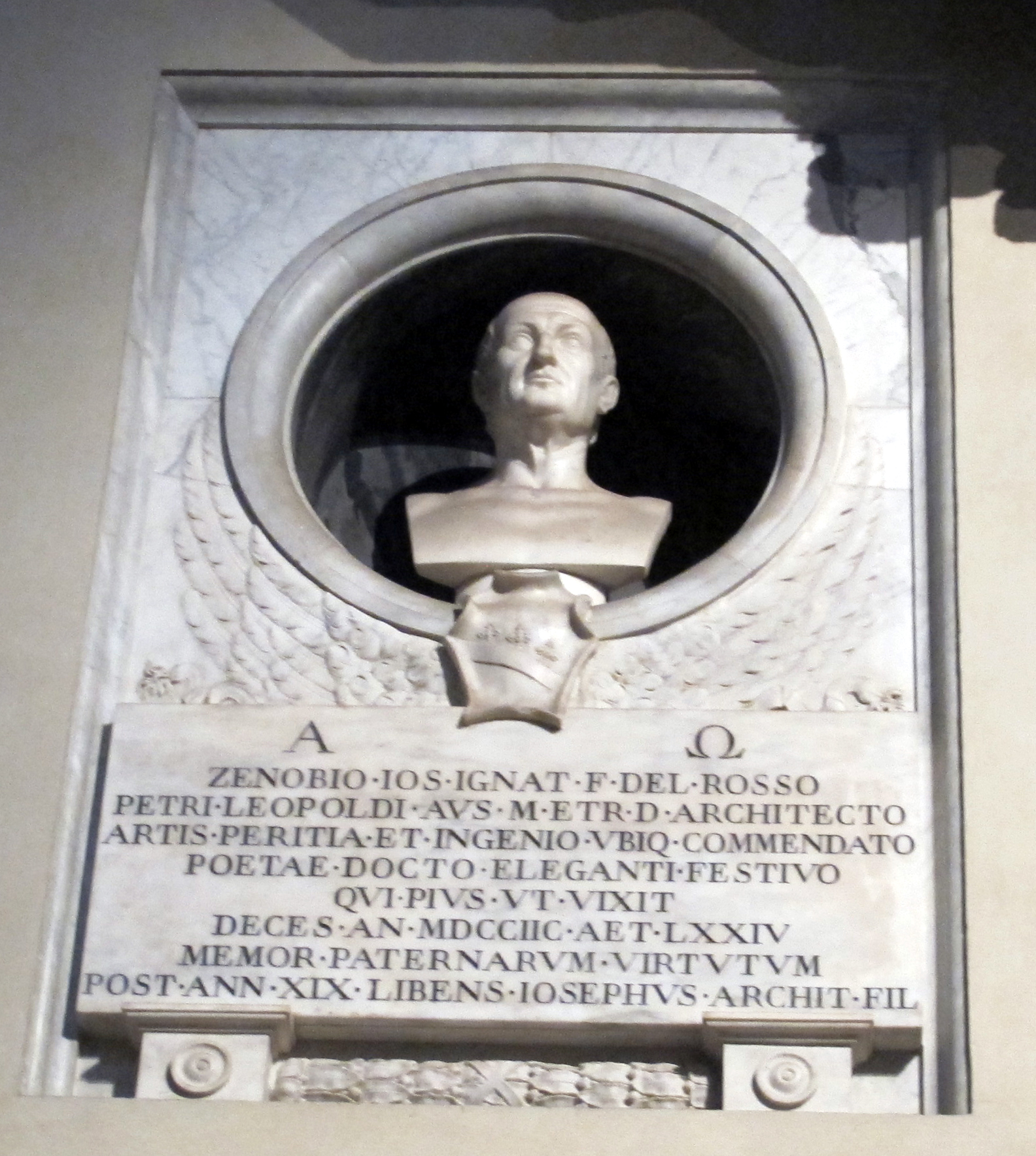
Бюст и мемориальная доска Дзаноби дель Россо в церкви Санта-Мария-Новелла во Флоренции. 1817

Дзаноби дель Россо родился во Флоренции, в семье архитектора Джузеппе Иньяцио и Диомиры Франческо Джилардони. Начальное литературное обучение получил под руководством эрудированного наставника дома Дель Россо, священника Дж. Танини, и в возрасте пятнадцати лет написал биографию своего отца. Получив первые представления об архитектуре у Джованни Филиппо Чокки (G.F. Ciocchi), Дзаноби в 1749 году был принят во Флорентийскую академию рисунка, а затем переехал учиться в Рим, где оставался около двенадцати лет. В Риме он изучал архитектуру у знаменитых Луиджи Ванвителли и Фердинандо Фуга.
Во время длительного пребывания в Риме Дзаноби проявил себя главным образом как писатель и поэт, подражая сонетам Микеланджело Буонарроти. Он читал сонеты Микеланджело в Академии Святого Луки и публиковал собственные сочинения: «Об искусстве любви» (1765), «О лекарстве от любви» (1817) и другие; они были высоко оценены галантным римским обществом того времени.
В Риме Дзаноби женился на художнице из Прато Франческе Страдетти, известной также как поэтесса, выступавшая под псевдонимом Лауринда Коринтия; в 1760 году у него родился сын Джузеппе. Дзаноби вернулся во Флоренцию в 1765 году по требованию первого министра А. Ботта Адорно, накануне прибытия в столицу нового великого герцога тосканского Пьетро Леопольдо ди Лорена, и был назначен, наряду с другими, «архитектором придворных строений» (architetti delle fabbriche reali).

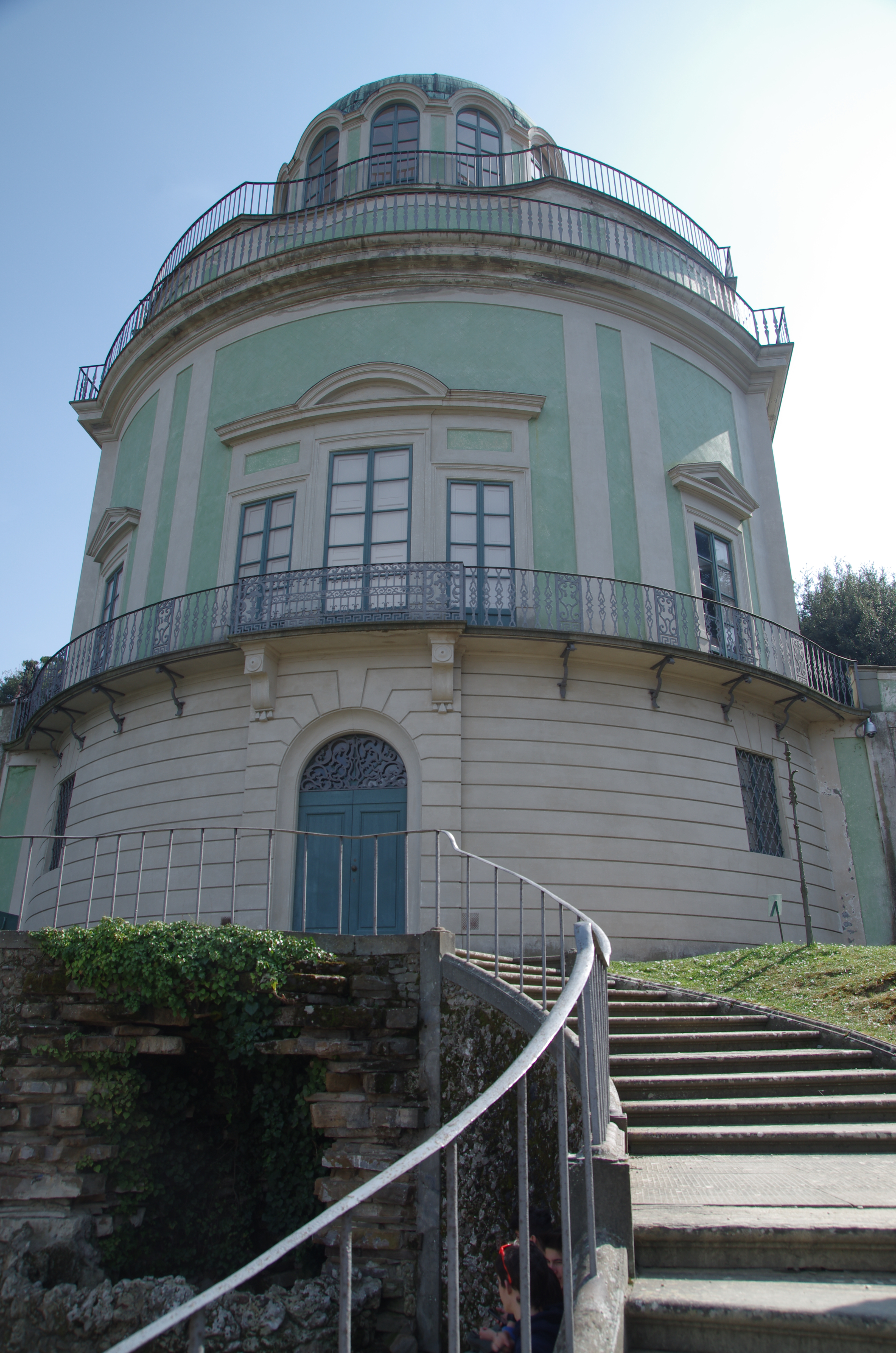
Кафехаус в садах Боболи. Флоренция. 1774—1777

Он выполнял многие поручения: строил придворные театры, обновлял фасады церквей и дворцов, обустраивал виллы во многих городах Тосканы. Среди этих работ выделяются Новый театр Пизы (1770), казино «Академии благородных» (Accademia dei Generosi; 1771), фасад церкви Филиппинцев (ораторианцев святого Филиппа Нери) во Флоренции (convento dei filippini a Firenze; 1772), Кафехаус в садах Боболи (1774—1777), редкий пример стиля рококо в архитектуре Флоренции, и другие преобразования в садах Боболи при Палаццо Питти во Флоренции.
Дзаноби дель Россо занимался реорганизацией Галереи Уффици, где он оформил вход и вестибюль, продолжающий главную лестницу Вазари, кабинет полудрагоценных камней, Зал Ниобеи, помещения «Этрусского музея» и многое другое. В 1796 году в качестве архитектора собора Санта-Мария-дель-Фьоре он отремонтировал фонарь и купол собора, повреждённые молнией. Он создал проект новой капеллы Св. Иакова для собора Пистойи, королевский охотничий домик (casino reale di caccia), «церковь греческого креста» и домик для великого князя Павла Петровича, будущего императора России; перестраивал здания Театинского монастыря с примыкающим к нему театром в Варшаве, фасад церкви, аркады и триумфальную арку на главной площади Лиссабона (эти постройки не сохранились).
Дзаноби дель Россо «можно считать одним из самых значительных архитекторов периода правления Пьетро Леопольдо в Тоскане».
В последние годы архитектор стал терять зрение. Дзаноби умер во Флоренции 28 января 1798 году в возрасте семидесяти четырёх лет и был похоронен в церкви Санта-Мария-Новелла рядом со своим отцом. Об этом свидетельствуют бюст и мемориальная доска, поставленные его сыном Джузеппе.